# 3 Brygada Celna
3 Brygada Celna – jednostka organizacyjna polskich formacji granicznych II Rzeczypospolitej.
W listopadzie 1921 Ministerstwo Spraw Wewnętrznych postanowiło powołać na terenach podległych województw wschodnich brygady celne. Dowództwo 3 Brygady Celnej rozmieszczono w Rokitnie. Na stanowisko dowódcy brygady powołano płk. Aleksandra Szukiewicza.
W dniu 29 maja 1922 przeprowadzono reorganizację ochrony granicy wschodniej. Zadania Głównej Komendy Batalionów Celnych przejęło  Ministerstwo Spraw Wewnętrznych.

## Struktura organizacyjna
- dowództwo brygady[1]
- 6 batalion celny
- 7 batalion celny
- 8 batalion celny
- 19 batalion celny